# Großsteingrab Veslegård
Das Großsteingrab Veslegård ist eine megalithische Grabanlage der jungsteinzeitlichen Nordgruppe der Trichterbecherkultur im Kirchspiel Tjæreby in der dänischen Kommune Hillerød.

## Lage
Das Grab liegt nordöstlich von Ny Harløse auf einem Feld. In der näheren Umgebung gibt bzw. gab es mehrere weitere megalithische Grabanlagen.

## Forschungsgeschichte
In den Jahren 1887 und 1942 führten Mitarbeiter des Dänischen Nationalmuseums Dokumentationen der Fundstelle durch. Eine weitere Dokumentation erfolgte 1988 durch Mitarbeiter der Forst- und Naturbehörde.

## Beschreibung

### Architektur
Die Anlage besitzt eine ostsüdost-westnordwestlich orientierte rechteckige Hügelschüttung, über deren Maße unterschiedliche Angaben vorliegen. Der Bericht von 1887 nennt eine Länge von 34 m und eine Breite von 10 m. Der Bericht von 1942 nennt eine Länge von 20 m und eine Breite von 10 m. Der Bericht von 1988 nennt eine Länge von 14 m, eine Breite von 9 m und eine maximale Höhe von 1,5 m. Das westnordwestliche Ende ist angegraben. Von der Umfassung wurden 1887 neun Steine im Westteil des Hügels und drei im Ostteil festgestellt, 1942 wurden hingegen sieben Steine um das ostsüdöstliche Ende herum festgestellt, die durch einen vormaligen Hofbesitzer wieder aufgerichtet wurden. Die westlichen Steine waren zu dieser Zeit nicht mehr vorhanden (bzw. teilweise umgesetzt worden?). Am Ostsüdostende wurde zudem eine moderne Steineinfassung errichtet.
An der nördlichen Seite des Hügels ist eine Vertiefung zu erkennen, in der sich ursprünglich eine Grabkammer befunden haben dürfte. Maße, Orientierung und Typ der Kammer lassen sich nicht mehr ermitteln.

### Funde
Im Hügel wurden Holzkohle, Keramik und verbrannte Knochen gefunden.